# Простые сложности Нико Фишера
«Простые сложности Нико Фишера» — кинофильм режиссёра Яна Оле Герстера, вышедший на экраны в 2012 году. Лента, являющаяся выпускной работой Герстера в Берлинской академии кино и телевидения, была удостоена ряда наград, в том числе высшей кинопремии Германии — Deutscher Filmpreis.

## Сюжет
Фильм представляет собой ироничный рассказ об одном дне и одной ночи из жизни 30-летнего Нико Фишера, бывшего студента, бросившего учёбу, чтобы попытаться разобраться в себе и своей жизни. Не имея работы и средств к существованию, он бесцельно проживает день, слоняясь по Берлину и общаясь с встречающимися на его пути людьми. К последним относятся психолог, признавший Нико недостаточно надежным человеком для обладания водительскими правами; одинокий сосед, который делится с героем своими личными переживаниями; друг Матце, бывший актёр, затащивший Нико на съемки очередной драмы из времен Второй мировой войны; отец, отказавший Нико в финансовой поддержке, пока тот не возьмется за ум; Юлика, бывшая одноклассница, которая некогда была влюблена в него; и, наконец, загадочный старик, которого Нико встречает поздним вечером в баре и который рассказывает герою о временах своего детства, проведенных в Берлине…

## В ролях
- Том Шиллинг — Нико Фишер
- Марк Хоземан — Матце
- Фридерике Кемптер — Юлика Хоффман
- Юстус фон Донаньи — Карл Шпеккенбах
- Катарина Шюттлер — Элли
- Арнд Клавиттер — Филлип Раух
- Мартин Брамбах — контролер Йорг
- Штеффен Юргенс — Ральф
- Михаэль Гвисдек — Фридрих
- Ульрих Нётен — Вальтер Фишер

## Награды и номинации
- 2012 — приз Братиславского кинофестиваля за лучшую режиссуру (Ян Оле Герстер).
- 2012 — приз Мюнхенского фестиваля молодёжного кино за лучший сценарий (Ян Оле Герстер).
- 2012 — приз зрительских симпатий и приз Red Herring Award Таллиннского кинофестиваля (оба — Ян Оле Герстер).
- 2012 — номинация на премию Цюрихского кинофестиваля за лучший немецкоязычный фильм.
- 2013 — 6 премий Deutscher Filmpreis: лучший художественный фильм (Маркос Кантис, Александр Вадоух), лучший режиссёр (Ян Оле Герстер), лучший сценарий (Ян Оле Герстер), лучшая мужская роль (Том Шиллинг), лучшая мужская роль второго плана (Михаэль Гвисдек), лучшая музыка (The Major Minors). Кроме того, лента была номинирована в категориях «лучшая женская роль второго плана» (Фридерике Кемптер) и лучший монтаж (Аня Зименс).
- 2013 — две премии Bavarian Film Awards за лучший сценарий (Ян Оле Герстер) и за лучшую мужскую роль (Том Шиллинг).
- 2013 — премия Европейской киноакадемии за европейское открытие года, а также 3 номинации: лучший фильм, лучший актёр (Том Шиллинг), приз зрительских симпатий[2].
- 2013 — гран-при Софийского кинофестиваля (Ян Оле Герстер).
- 2013 — участие в конкурсной программе Сиднейского кинофестиваля.